# Geofísica aplicada
En general, geofísica aplicada o exploración geofísica se refiere al uso de métodos físicos y matemáticos para determinar las propiedades físicas de las rocas y sus contrastes. El propósito de tal determinación es conocer el arreglo de los cuerpos de roca en el interior de la Tierra, así como las anomalías presentes en ellas.
Algunos de los métodos de exploración geofísica más usados son: los métodos electromagnéticos, los métodos potenciales, y los métodos sísmicos.
El conocimiento del arreglo de las rocas en el interior de la Tierra puede tener un objetivo científico o comercial. Por ejemplo, conocer las dimensiones de un reservorio de hidrocarburos a través de métodos sísmicos o caracterizar la cámara magmática de un volcán a través de métodos gravimétricos.
También es utilizado en la ingeniería civil para estudiar un terreno donde se comenzará una construcción. Se hace una exploración para determinar la profundidad a la que se encuentran los estratos de roca sana, es decir, capaz de soportar la construcción.
La expresión geofísica aplicada es usada de forma intercambiable con las expresiones: métodos de prospección geofísica, exploración geofísica e incluso, aunque de forma muy poco frecuente, ingeniería geofísica.

## Métodos directos
Son métodos que permiten conocer las características de un sitio mediante la observación directa de las características del suelo y las rocas.

### Pozos a cielo abierto
Excavaciones realizadas desde la superficie en sentido vertical de profundidad variable. Es posible ver la estratificación del suelo y la profundidad a la que se encuentra la roca sana.

### Trincheras
Excavaciones de poca profundidad y alargadas. El objetivo es realizar un perfil geológico continuo del terreno.

### Túneles o socavones
Excavaciones lo suficientemente grandes para que un hombre pueda trabajar dentro de ellas. Son horizontales y alargadas. Se utilizan principalmente en obras subterráneas y presas.

### Perforaciones
Proporcionan información acerca de la composición, espesor y extensión de las formaciones del área, así como de la profundidad de la roca sana.

## Métodos indirectos

### Fotografías aéreas
Tienen como base la interpretación de fotografías tomadas desde aviones o satélites. Tiene la ventaja de reconocer grandes áreas en poco tiempo. La desventaja es que se necesita complementar el estudio con otro método directo.

### Gravimetría
Aprovecha el hecho de que los grandes estratos minerales que se encuentran en el subsuelo tienen la capacidad de aumentar la aceleración de la gravedad de una región determinada.

### Magnetometría
Utiliza el principio que los distintos elementos que componen el suelo producen distintas perturbaciones del campo magnético de la tierra. El ejemplo más significativo es el hierro.

### Geosísmico
Mediante detonaciones de cargas, se provocan pequeños sismos que originan ondas elásticas, longitudinales y transversales que se registran con geófonos. Esto permite determinar la velocidad de propagación de onda. La magnitud de la velocidad nos indica qué tipo de material se encuentra en el subsuelo.

### Eléctrico
Se aplica una corriente eléctrica al suelo por medio de electrodos; su principio se basa en que las variaciones la conductividad del subsuelo alteran el flujo de corriente en el interior de la tierra, lo que ocasiona una variación en el potencial eléctrico que determina el tamaño, la forma, localización y resistividad eléctrica de los cuerpos.

### Radiación Gamma
Se basa en aparatos capaces de captar los rayos Gamma que son emitidos por algunos isótopos de elementos como el Potasio, Uranio y Torio.